# Korbin Albert
Korbin Rose Albert (Grayslake, 13 de octubre de 2003) es una futbolista estadounidense. Juega como centrocampista en el OL Lyonnes de la Première Ligue de Francia. Es internacional con la selección de Estados Unidos.

## Biografía
Albert nació en Grayslake, Illinois, un suburbio de Chicago, y saltó a la fama entre las juveniles de la selección estadounidense mientras jugaba para el Eclipse Select Soccer Club. Durante este período, pasó por varias categorías inferiores de su selección y también fue nombrada jugadora de la temporada de la liga Eclipse en su región dos veces (2018-19 y 2020-21).

## Trayectoria
El 31 de enero de 2023, Albert renunció oficialmente a sus últimos dos años de elegibilidad con la Universidad de Notre Dame para firmar con el Paris Saint-Germain con un contrato inicial de dos años y medio. La futbolista marcó su primer gol con el PSG el 20 de diciembre de 2023, en un partido de la Liga de Campeones contra la Roma.

## Selección nacional
Albert ha sido internacional juvenil estadounidense en varias categorías. En junio de 2022, formó parte de la sub-20 que se coronó campeón de la Sud Ladies Cup. En julio de 2022, fue convocada para disputar la Copa Mundial Sub-20 en Costa Rica. Fue titular en dos partidos del torneo, aunque Estados Unidos fue eliminado en la fase de grupos. En total, hizo seis apariciones con la selección sub-20.
En noviembre de 2023, Albert recibió su primera convocatoria a la selección absoluta nacional, debutando contra China en un amistoso el 5 de diciembre de 2023. Obtuvo su primera titularidad con el combinado mayor el 20 de febrero de 2024, contra República Dominicana en un encuentro de la fase de grupos de la Copa Oro Femenina de la Concacaf 2024.
La mediocampista fue convocada para los Juegos Olímpicos de Verano de 2024 en Francia. Marcó su primer gol internacional en una victoria contra Australia por 2-1 en el tercer partido de la fase de grupos.

## Estadísticas

### Clubes
| Club                  | País           | Año             |
| --------------------- | -------------- | --------------- |
| Cleveland Ambassadors | Estados Unidos | 2022            |
| Paris Saint-Germain   | Francia        | 2023 - 2025     |
| OL Lyonnes            | Francia        | 2025 - presente |

## Palmarés

### Títulos nacionales
| Título                   | Club                | País    | Año     |
| ------------------------ | ------------------- | ------- | ------- |
| Copa Femenina de Francia | Paris Saint-Germain | Francia | 2023-24 |

### Títulos internacionales
| Título                           | Equipo         | Sede           | Año  |
| -------------------------------- | -------------- | -------------- | ---- |
| Copa Oro Femenina de la Concacaf | Estados Unidos | Estados Unidos | 2024 |
| Juegos Olímpicos de Verano       | Estados Unidos | París          | 2024 |

(*) Incluyendo la Selección